# Gnawa Diffusion
Gnawa Diffusion ist eine Weltmusikgruppe, die um den Sänger Amazigh Kateb im Juni 1992 in Grenoble gegründet wurde. Kateb ist Sohn des algerischen Schriftstellers Kateb Yacine. Seine Texte sind auf Arabisch, Französisch und Englisch. Die nordafrikanisch inspirierte Musik der Gruppe orientiert sich an Chaabi, Gnawa, Rock und Reggae.
In den 1990er Jahren gehörte Djazia Satour für einige Zeit der Gruppe als Chorsängerin an.

## Diskografie
- Légitime Différence (1993)
- Algeria (1997)
- Bab El Oued Kingstone (1999)
- Live DZ (2002)
- Souk System (2003)
- Fucking Cowboys (2007)
- Audio-Globine: 20 ans d'age (2012)
- Shock El Hal (2012)
- Rwina (2025)